# Autódromo Fernanda Pires da Silva
Autódromo Fernanda Pires da Silva, även känd som Autódromo do Estoril, är en racerbana belägen utanför Estoril i Portugal.
Banan byggdes 1972 på en stenig platå. Den tredje kurvan heter Lamy efter den portugisiske racerföraren Pedro Lamy. Banan är numera 4 183 meter lång.
Portugals Grand Prix i Formel 1 kördes här tretton gånger fram till 1996. Därefter har det körts bland annat MotoGP, World Touring Car Championship och A1 Grand Prix på banan.